# Billy Eidi
Billy Eidi, né en 1955, est un pianiste français d'origine libanaise.

## Biographie
Billy Eidi a fait ses premières études musicales au conservatoire de Beyrouth (dans les classes de Zafer Dabaghi et de Leila Aouad), où il obtient son diplôme de fin d'études à quinze ans.
La grande Magda Tagliaferro qui l'entend, lui prédit une brillante carrière et lui prodigue conseils et encouragements.
Après avoir suivi les cours de perfectionnement de Hans Leygraf à Salzbourg et de Guido Agosti à Sienne, il s'installe à Paris et travaille avec Jacques Coulaud au conservatoire de Versailles (Premier prix et prix d'honneur), puis avec Jean Micault à l'École normale de musique de Paris-Alfred Cortot (licence de concert en 1979, premier nommé).
En 1981, il remporte le second prix du Concours International Viotti-Valsesia.
Il est également lauréat de la Fondation Menuhin, ainsi que du Concours International Francis Poulenc (prix de la mélodie avec le baryton Jean-François Gardeil). 
Dans ses concerts à travers le monde, il défend particulièrement le répertoire romantique et la musique française du XXe siècle, s'attachant à faire découvrir auteurs et répertoires méconnus. Il a créé des pièces d'Erik Satie (Sixième Nocturne), d'Henri Sauguet (Ombres sur Venise qui lui est dédiée), Jaubert, Guy Sacre, Bonet, Karol Beffa...
C'est en outre un passionné de la mélodie française, qui œuvre inlassablement pour une meilleure connaissance et un renouveau du genre.
C'est dans cet esprit qu'il a fondé les associations « Contrechants » (1991-1995, concerts Piano au Palais-Royal, en collaboration avec la Bibliothèque nationale de France) et « Les Donneurs de sérénades » (1997-1998, cycles mélodiques au théâtre Molière - Maison de la Poésie), et qu'il donne avec le compositeur Guy Sacre des concerts-conférences centrés sur des thèmes d'esthétique musicale et littéraire, comme les musiques de la nuit, la musique et les éléments, ou les masques et bergamasques qui invitent Fauré et Debussy autour de Verlaine et Watteau.
On retrouvera ces goûts et ces préoccupations dans ses disques, à ce jour une quinzaine, dont de nombreuses « premières » : aussi bien des œuvres pour piano (Sauguet, Milhaud, Scriabine, Sacre, Satie, Poulenc, Séverac) que des mélodies (Ravel, Debussy, Poulenc, Auric, Honegger, Chausson, Delage, Sacre), et récemment l'intégrale Albert Roussel, avec Marie Devellereau, Yann Beuron et Laurent Naouri, « Choc » du Monde de la musique).
Autant d'enregistrements chaleureusement accueillis par la presse, qui voit en lui un « pianiste poète » (Jean Roy).
Sa version de L'Histoire de Babar, le petit éléphant de Francis Poulenc, aux côtés d'Hugues Cuenod, est désormais une référence.
Parmi ses derniers disques, son CD des mélodies de Guy Sacre a obtenu le « Recommandé » de la revue Répertoire, et celui qu'il a consacré au piano de Séverac s'est vu récompensé d'un « Diapason d'or ».
Billy Eidi est actuellement professeur au conservatoire à rayonnement régional de Paris, à la Schola Cantorum, ainsi qu'aux Académies de Nice et de Nancy.
Il est régulièrement invité pour des classes de maître, tant en France qu'à l'étranger (notamment en Espagne, en Chine, au Japon et en Corée du Sud).

## Discographie
(sélective)
- Maurice Delage - Les mélodies avec Sandrine Piau, Jean-Paul Fouchécourt et Jean-François Gardeil
- Œuvres pour piano de Guy Sacre (Timpani)
- Déodat de Séverac - Baigneuses au soleil, Cerdana, Sous les lauriers roses, Les Naïades et le Faune indiscret (Pionovox)
- Erik Satie : Socrate - 6 Nocturnes - Avec Jean Belliard
- Guy Sacre - Mélodies avec Florence Katz et Jean-François Gardeil
- Guy Sacre - 24 Préludes pour piano (Timpani)
- Ravel/Poulenc : Melodies avec Jean-François Gardeil
- Gabriel Fauré : Mélodies avec Yann Beuron
- Arthur Honegger : Les Mélodies avec Brigitte Balleys et Jean-François Gardeil (Timpani)
- Mélodies" d'Henri Sauguet avec Jean-François Gardeil (Timpani)
- Henri Sauguet: Pièces pour piano; Sonate en ré majeur (Discover)
- Darius Milhaud : Première Sonate; Printemps; L'Automne; Quatre Sketches; Sonatine
- Claude Debussy / Albert Roussel : Les mélodies avec Jean-François Gardeil (Adda)
- Deux disques Gabriel Fauré : les treize Barcarolles et le 3e recueil des mélodies (avec le ténor Yann Beuron)

## Récompenses
- 1981 : Second Prix du Concours international Viotti-Valsesia.
- 1985 : Prix de la meilleure équipe chant-piano au concours international Francis Poulenc (avec le baryton Jean-François Gardeil).
- Lauréat de la Fondation Menuhin
- 1993 : Grand Prix de l'Académie Charles-Cros et Grand Prix de la Nouvelle Académie du Disque français.